# Eva Strittmatter
Eva Strittmatter (née le 8 février 1930 à Neuruppin et morte le 3 janvier 2011 à Berlin) est une écrivaine et poète allemande. Elle a également écrit des livres pour enfants.

## Œuvres traduites en français
- Du silence je fais une chanson [Ich mach ein Lied aus Stille, 1973], traduction de Fernand Cambon, Le Chambon-sur-Lignon, France, Cheyne éditeur, coll. « D'une voix l'autre », 2011, 150 p.  (ISBN 978-2-84116-169-0)
- Des jours au-dessus du rêve, traduction de Fernand Cambon, France, Ed. L'Amandier, 2012.